# Vittappressa
Vittappressa là một chi bướm đêm thuộc họ Noctuidae.